# أنطون لونين
أنطون لونين هو لاعب كرة قدم روسي في مركز الدفاع، ولد في 15 سبتمبر 1986. لعب مع بالتيكا كالينينغراد ودينامو بريانسك ونادي كوبان كراسنودار.

## وصلات خارجية
- أنطون لونين على موقع قاعدة بيانات كرة القدم.إي يو (الإنجليزية)
- أنطون لونين على موقع Soccerway.com (الإنجليزية)